# Liste des chaînes de télévision en Grèce
La liste des chaînes de télévision en Grèce référence les différentes chaînes de télévision diffusées en Grèce.

## Chaînes nationales du service public
En Grèce, la compagnie d'audiovisuel public est l'Ellinikí Radiofonía Tileórasi (ERT), ou « Radio Télévision Hellénique », financée par une redevance. Le groupe possède trois chaînes de télévision nationales et plusieurs stations de radio. Les chaînes de télévision du groupe sont diffusées en numérique terrestre. Les chaînes ERT1 et ERT2 émettent depuis la capitale Athènes, ERT3 émet depuis Thessalonique. 
- ERT1, fondée en 1966.
- ERT2, fondée en 1967.
- ERT3, fondée en 1988.
- ERT Sports fondée en 2011
- ERT News fondée en 2022
- Prisma+, chaîne accessible aux personnes sourdes et malentendantes, fondée en 2006.
- Ciné/Sport+, issu de la fusion en 2011 de Ciné+ et Sport+ (fondées en 2006).
- Voulí - Tileórasi, chaîne parlementaire fondée en 1999.

De 2013 à 2015, l'ERT fut soudainement fermée dû à la crise de la dette publique grecque et remplacée en mai 2014 par la NERIT, nouvelle société publique qui comptait deux nouvelles chaînes :
- NERIT, consacrée à l'information, à la fiction et au divertissement ;
- NERIT Sports, consacrée à la retransmission d'événements sportifs comme la Coupe du monde de football 2014.

## Chaînes nationales privées
La restructuration du secteur audiovisuel grec et l'ouverture de l'analogique à la concurrence date de l'année 1999.
- Alpha TV
- ANT1
- Makedonía TV
- Mega Channel
- Skai TV
- Star Channel
- One TV
- Open TV